# Fliegerhorst Oldenburg

i7
i11
i13
Der Fliegerhorst Oldenburg war ein Militärflugplatz in Oldenburg und von 1964 bis 1993 Standort des Jagdbombergeschwaders 43 der Luftwaffe der Bundeswehr. Heute befindet sich auf einem Teil des Areals ein Solarpark. Auf dem an die Stadt Oldenburg überführten Teil – ehemals Kasernenareal und Flughallen – entsteht ein neuer Stadtteil.

## Fliegerhorst

### Geschichte
Am 20. August 1933 wurde der Flugplatz auf der unbesiedelten Alexanderheide im Norden der Stadt im Rahmen eines Großflugtages feierlich eröffnet. Bereits 1936 übernahm die Luftwaffe den Flugplatz als Fliegerhorst (Deckname „Kumpel“). Ab 1939 verlegten verschiedene Verbände nach Oldenburg. Am 9. Mai 1945 erfolgte die Besetzung Oldenburgs durch kanadische Streitkräfte.
Die folgende Tabelle zeigt eine Auflistung ausgesuchter fliegender aktiver Einheiten (ohne Schul- und Ergänzungsverbände) der Luftwaffe der Wehrmacht die hier zwischen 1939 und 1945 stationiert waren.
| Von           | Bis           | Einheit                                                       | Ausrüstung                                    |
| ------------- | ------------- | ------------------------------------------------------------- | --------------------------------------------- |
| Juni 1939     | Juni 1939     | II., III./KG 53 (II. und III. Gruppe des Kampfgeschwaders 53) | Heinkel He 111                                |
| Januar 1940   | März 1940     | I./KG 54                                                      | Heinkel He 111P                               |
| März 1940     | April 1940    | KGr. z.b.V. 101 (Kampfgruppe zur besonderen Verwendung)       | Junkers Ju 52/3m                              |
| März 1940     | Mai 1940      | KGr. z.b.V. 102                                               | Junkers Ju 52/3m                              |
| Mai 1940      | Juni 1940     | Stab, I., II./KG 30                                           | Junkers Ju 88A                                |
| Juni 1940     | Juli 1940     | Stab, I./KG 40                                                | Focke-Wulf Fw 200C                            |
| März 1941     | Mai 1941      | II./KG 3                                                      | Dornier Do 17Z, Junkers Ju 88A                |
| November 1942 | November 1942 | Teile der KGr. z.b.V. 106                                     | Gotha Go 244B                                 |
| April 1943    | Juni 1943     | Teile der III./JG 54 (III. Gruppe des Jagdgeschwaders 54)     | Messerschmitt Bf 109G-4                       |
| Juni 1943     | Mai 1944      | III./JG 11                                                    | Messerschmitt Bf 109G-6                       |
| Juli 1943     | November 1943 | III./JG 300                                                   | Messerschmitt Bf 109G-6                       |
| November 1943 | April 1944    | III./JG 302                                                   | Focke-Wulf Fw 190A-6, Messerschmitt Bf 109G-6 |
| August 1944   | August 1944   | I./JG 77                                                      | Messerschmitt Bf 109G-6                       |
| Dezember 1944 | Januar 1945   | III./JG 6                                                     | Messerschmitt Bf 109G-14                      |

Die britische Royal Air Force reaktivierte den Flugplatz 1951, die Modernisierung begann im November des Jahres. Der Flugbetrieb auf der RAF Oldenburg begann wieder im Juni 1952. Hier lagen bis 1956 verschiedene Staffeln, die das 124. Wing (Geschwader) bildeten. Anfangs lagen hier drei Staffeln Vampire FB9, die Ende 1953 auf die Sabre F4 umgerüstet wurden. Diese und parallel noch eingesetzte Venom FB1 wurden ab Mai 1955 durch die Hunter F4 ersetzt. Im Jahr 1954 besuchte Prinzessin Margaret den Fliegerhorst. Bei einer ihr zu Ehren ausgeführten Flugübung wurde auch Napalm abgeworfen. 1955 erfolgte ein Besuch von Prinz Philip, der dabei die Uniform der Royal Air Force trug.
Im Oktober 1957 erfolgte die Übergabe der Station durch die RAF an die Bundeswehr, als erster Verband bezog die Waffenschule der Luftwaffe 10 als Ausbildungsstätte für Flugzeugführer auf North American F-86 Sabre Quartier auf dem wieder als Fliegerhorst Oldenburg bezeichneten Gelände. Hier erfolgte 1959 die Aufstellung des Jagdgeschwaders 72, doch im selben Jahr wurde der Verband bereits nach Leck (Nordfriesland) verlegt. Im Jahr 1962 wurde das Aufklärungsgeschwader 54 (Fiat G.91) von Erding nach Oldenburg verlegt, im folgenden Jahr die Waffenschule der Luftwaffe 10 auf den Fliegerhorst Jever.
Im Jahr 1964 wurde das Aufklärungsgeschwader 54 aufgelöst, gleichzeitig erfolgte eine Rückverlegung des Jagdgeschwaders 72 von Leck nach Oldenburg. Beide Verbände wurden aufgrund der Auftragsänderung für den Einsatz (die Flugzeuge waren fortan nicht mehr Tagjäger, sondern der Auftrag des Verbandes war nun die Erdzielbekämpfung) zum Jagdbombergeschwader 43 fusioniert. Unterstellt war der Verband der 4. Luftwaffendivision, geflogen wurde die F-86 Sabre. Im Jahr 1966 erfolgte die Umstellung auf Fiat G.91, im Jahr darauf die Umbenennung in Leichtes Kampfgeschwader 43, 1979 schließlich die Rückbenennung in Jagdbombergeschwader 43. Ab 1981 wurde der Alpha Jet in Oldenburg geflogen. Im Jahr 1991 wurden 18 Alpha Jet der 2. Staffel wegen des Golfkriegs kurzzeitig in die Türkei verlegt. Am 30. September 1993 erfolgte dann die Außerdienststellung/Auflösung des JaboG 43; ein Jahr später, am 1. November 1994, die offizielle Entwidmung des Flugplatzes.
Neben dem fliegenden Verband war von 1957 bis 1958 die Luftwaffenversorgungsgruppe 22 auf dem Gelände des Fliegerhorstes stationiert. Im Jahr 1959 wurde sie zum Luftwaffenversorgungsregiment 6 umstrukturiert, deren Stab in der Oldenburger Donnerschwee-Kaserne Quartier bezog. Die Luftwaffensanitätsstaffel des LVR 6 (bis 1993), die Feldwerft Sabre F-86 (bis 1966), die Feldwerft Fiat G-91 (von 1966 bis 1981) sowie dessen Nachfolgeverband Luftwaffenwerft 61 des LVR 6 (von 1981 bis 1993) waren auf dem Gelände des Fliegerhorstes stationiert.
Von 1968 bis 1991 war zudem die 3. Batterie des Flugabwehrraketenbataillons 24 der Flugabwehrtruppe Nike auf dem Fliegerhorst stationiert, von 1993 bis 2006 (Verlegung nach Bad Sülze) die Flugabwehrraketengruppe 24 des Flugabwehrraketengeschwaders 2.

### Trivia
William George Perks verbrachte einen Teil seines Wehrdienstes bei der RAF Germany auf dem Fliegerhorst Oldenburg. Später erlangte er unter dem Künstlernamen Bill Wyman als Bassist der Rolling Stones Weltruhm.
Später (2010 bis 2011) nutzte das Oldenburgische Staatstheater während Umbaumaßnahmen im Großen Haus eine Halle als Spielstätte. Seit der Rückkehr ins Große Haus dient sie als Requisitenlager sowie Probebühne.

## Neue Nutzungen
Nachdem die Bundeswehr das Gelände 2011 zum Teil verkauft, zum Teil an die Stadt Oldenburg 2013/14 überführt (verkauft) hatte, wird auf dem städtischen Gelände (Kasernenareal, Gesamtfläche 193 Hektar) ein neuer Stadtteil Oldenburgs entstehen.
| Flächenanteile                                    | Lage / Ehemalige Nutzung                                        | Bauabschnitt                               | Maßnahmen / Neue Nutzung / Planung |
| ------------------------------------------------- | --------------------------------------------------------------- | ------------------------------------------ | --- |
| 192 Hektar / 1,92 km² (Stadt Oldenburg)           | Norden (Landebahn)                                              | N-777 A (Solarpark)                        | Solarpark (29,3 Hektar; 59.136 Module; Bauzeit 2011) |
|                                                   | Osten (Eingangsbereich)                                         | N-777 B                                    | nicht umgesetzt – daher Teil von Bauabschnitt N-777 E |
|                                                   | Süden (Kommunale Gemeinschaftsunterkunftsgebäude)               | N-777 C                                    | durch Bauabschnitte N-777 E & N-777 F überplant |
|                                                   | Westlich des Kleinen Bürgerbuschs (Umfeld des Offizierskasinos) | N-777 D (Mittelweg)                        | Abriss verschiedener Gebäude (u. a. Funkturm im September 2018, Unterkunftsgebäude) – Erhalt Offizierskasino – Wohnbebauung (für zirka 250 Einwohner), Neubau einer KiTa (katholisch)                                |
|                                                   | Nordosten mit östlichem Eingangsbereich                         | N-777 E (Alexanderstraße)                  | Abriss (u. a. Tanklager 1) und Bodensanierung – Erhalt Eingangsgebäude – Wohnbebauung (28 Hektar; für zirka 1900 Einwohner), Regenrückhaltebecken, Schaffung eines zentralen Platzes und eines Stadtteilspielplatzes |
|                                                   | Zentralbereich                                                  | N-777 F (Quartier Helleheide / Smart City) | Abriss (Gebäude, eine Halle) – Erhalt des Towers – Wohnbebauung (4 Hektar; für zirka 500 Einwohner), Neubau einer Grundschule, Neubau einer KiTa (Johanniter)                                                        |
|                                                   | Westlicher Zentralbereich                                       | N-777 G (Entlastungsstraße)                | Abriss von Hallen – Kampfmittelsondierung – geplant: Gewerbeflächen (ab 2025), Entlastungsstraße |
|                                                   | Westbereich                                                     | N-777 H (Gewerbe)                          | Planung noch nicht begonnen, das Gewerbe abhängig von N-777 G (Stand: Mai 2023) |
| 113 Hektar / 1,13 km² (Gemeinde Wiefelstede)      | Nordwesten (Landebahn)                                          |                                            | größter Solarpark Niedersachsens (58 Hektar; Bauzeit 2011) |
| 2,6 Hektar / 26.000 m² (Gemeinde Bad Zwischenahn) | Westen                                                          |                                            | Wohnbebauung (Straße Am Fliegerhorst in Ofen) |

## Neuer Stadtteil
Unter dem Titel „Fliegerhorst Oldenburg. Zukunftsplan 2030+“ hat sich Oldenburg erfolgreich am Wettbewerb „Zukunftsstadt“ des Bundesministeriums für Bildung und Forschung (BMBF) beteiligt. Die Stadt wurde als eine von 52 Kommunen in Deutschland beauftragt, Politiker, Wirtschafts- und Verwaltungskräfte gemeinsam mit Bürgern und Wissenschaftlern „eine ganzheitliche und nachhaltige Vision für den neuen Stadtteil“ erarbeiten zu lassen. Auch aufgrund dieser Auflage wurde von Juli 2014 bis September 2015 ein  „Beteiligungsverfahren“ durchgeführt und von einer Beauftragtengruppe begleitet. Die Bürger reichten im Frühjahr 2015 über 1.300 Ideen ein. Im Juni fand eine fünftägige „Stadtwerkstatt“ mit Experten, Verbandsvertretern und zufällig ausgewählten Bürgern (wie es die sogenannte „Planungszelle“ vorsieht) statt, insgesamt rund 180 Menschen, darunter auch Kinder und Jugendliche. Die Ergebnisse des „Beteiligungsverfahrens“ dienen als „Orientierung“ für Planer und Stadtrat.
Im März 2017 trug Stadtbaurätin Gabriele Nießen die Pläne der Stadt für das 193 Hektar große Gebiet vor. Es sollen dort 950 Wohneinheiten für ca. 2000 Menschen entstehen. Da das Gelände sich im Eigentum der Stadt befindet, will diese dafür sorgen, dass der Mietpreis nicht mehr als 6 Euro pro Quadratmeter betragen soll. Der neue Stadtteil solle den Namen „Fliegerhorst“ tragen.
Bei den Haushaltsberatungen der Stadt Oldenburg für das Jahr 2017 hatte Bürgermeister Jürgen Krogmann angegeben, dass 2018 die ersten Grundstücke für Wohnbebauung auf dem ehemaligen Fliegerhorst verkauft werden sollen. Seiner Ansicht nach sollten auch mittelständischen Betrieben und der Universität Flächen auf dem Gelände zur Verfügung gestellt werden. Seit 2020 sind die ersten Häuser bewohnt. Seit 2017 wurde zudem der Bau einer Entlastungsstraße diskutiert, die die Alexanderstraße mit der Ammerländer Heerstraße verbinden soll. Die Stadt hält diese für notwendig, da man von zirka 3000 Bewohnern des neuen Stadtviertels ausgeht, was die Alexanderstraße überlasten würde. Im Mai 2023 wurde mit dem Bau dieser Entlastungsstraße begonnen.
Bereits im November 2019 wurde durch den Rat der Stadt Oldenburg beschlossen, auf dem Areal eine Grundschule Fliegerhorst zu erbauen, deren Leitsätze ab Januar 2023 erarbeitet wurden. Sie soll westlich des ehemaligen Towers entstehen. Geplant ist eine Eröffnung im Jahr 2028, weil dann die notwendigen Schülerzahlen erreicht sein dürften, damit das Land Niedersachsen zustimmt. Das Schulgelände soll aus vier Lerndörfern sowie je einem „Marktplatz“ und einem „Forum“ bestehen, welche für fächerübergreifende Aktivitäten angedacht werden, weshalb erhöhter Raumbedarf besteht. Gleich drei Kindertagesstätten entstanden bis 2024 auf dem Areals des Fliegerhorsts: die erste am Mittelweg (Träger: katholische Gemeinden, Eröffnung: 1. Februar 2021), die zweite im Bereich Helleheide (Träger: Johanniter, Eröffnung: 1. Februar 2024) und die dritte im Nordbereich des Nelson-Mandela-Rings (Träger: AWO, geplante Eröffnung: Sommer 2024).